# Ravat
Ravat (en francès Rabat-les-Trois-Seigneurs) és un municipi francès, situat a la regió d'Occitània, departament de l'Arieja.
Vegeu: Senyoria de Rabat (Ravat)